# Springside (Whiskybrennerei)
Springside war eine Whiskybrennerei in Campbeltown, Argyll and Bute, Schottland. Das ehemalige Lagergebäude Nr. 1 ist in den schottischen Denkmallisten in die Kategorie B einsortiert.
Die Brennerei wurde 1827 von Colvill, Beith & Co. gegründet, die Gebäude dann 1830 errichtet. Über die Geschichte der Brennererei ist wenig bekannt. Sie wurde 1926 geschlossen. Die Gebäude sind mittlerweile großteils abgerissen.
Alfred Barnard besuchte die Brennerei im Rahmen seiner Whiskyreise im Jahre 1885 als letzte Brennerei seines langen Aufenthalts in Campbeltown, machte er nur spärliche Angaben über deren Ausstattung. Die jährliche Produktionskapazität betrug 30.000 Gallonen, womit sie zu den kleineren Destillerien Campbeltowns gehörte. Es standen eine Grobbrandblase (Wash Still) mit einer Kapazität von 1205 Gallonen und einer Feinbrandblase (Spirit Still) mit einer Kapazität von 394 Gallonen zur Verfügung, in denen ein Malt Whisky produziert wurde.